# Libna
Libna, Libnah ou Lobana (hébreu : לִבְנָה, blancheur), est une ville indépendante, probablement proche de la côte ouest d'Israël, qui avait son propre roi au moment de la conquête israélite de Canaan.
Elle a sans doute été un important producteur de revenus et s'est rebellé contre le Royaume de Juda.

## Dans la Bible hébraïque
Elle est attribuée à la tribu de Juda comme l'une des 13 villes kohaniques lors de la colonisation israélite (Josué 21 : 13). La ville se révolte sous le règne du roi Joram de Juda, selon 2 Rois 8 :22 et 2 Chroniques 21 :10, parce que Joram « avait abandonné [le] Dieu de ses pères ». La révolte a lieu au moment même où Édom se révolte contre la domination judéenne (2 Rois 8 : 20-22).
Josias, roi de Juda, épouse Hamutal , fille de Jérémie de Libna (1 Chroniques 3 :15 ; 2 Rois 23 :31-32 ; 2 Rois 24 :17-18 ; Jérémie 22 :11). Deux de leurs fils, Joachaz et Sédécias, deviennent également rois de Juda.
L'armée de Sennachérib a peut-être attaqué Libnah en 701 avant notre ère, mais les différents rapports bibliques sont quelque peu confus. Libnah aurait attaqué après qu'Ézéchias s'est déjà rendu à Lakish. Comme Sennachérib a attaqué depuis le nord, il est étrange qu'il soit reviennu pour conquérir une ville au nord après une victoire au sud. Il est possible que l'éditeur ait inversé la chronologie historique,. Kenneth Kitchen, pour sa part, n'a trouvé aucune difficulté dans le récit traditionnel, selon lequel Libnah a attaqué après Lakish. Selon le récit de 2 Chroniques 32 :20-21a, un ange de Yahvé détruisit l'armée de l'armée de Sennachérib, et en 2 Rois 19 :35, le nombre de soldats assyriens tués s'élèverait à 185 000. Un grand nombre de soldats qui seraient morts pendant la nuit s'expliquerait comme étant probablement dû à un empoisonnement. La version Targoum fait référence à la peste.
Eusèbe et Jérôme (OS 274 :13 ; 135 :28) le décrivent comme étant un village de la région d' Eleutheropolis (Beit Gubrin), appelé en leur temps Lobana ou Lobna.

## Dans l'Exode
Libnah est aussi le nom de la 17e station parmi les endroits où les Israélites se seraient arrêtés pendant l'Exode. Le contexte suggère que cette Libna se trouvait quelque part dans le désert du Sinaï avant d'entrer dans le pays de Canaan.

## Possibles identifications
- Tel Lavnin (en) (Khurbet Tell el Beida) dans la Shephelah de Judée[6].
- Les fouilleurs de Tell Zeitah l'ont suggéré comme emplacement possible de Libnah[7].
- Des fouilles ont été initiées à Tel Burna (en), qui a également été identifié comme le site possible de Libnah, sur la base de la proposition de William F. Albright[8],[9],[10],[11],[12].
- Shmuel Vargon était d'avis que Tell ej-Judeideh (en) devait être identifié avec Libnah[13].